# Boni, Benin
Boni är en ort i Benin. Den ligger i den centrala delen av landet, 300 km norr om huvudstaden Porto-Novo. Boni ligger 316 meter över havet och antalet invånare är 7 609.
Terrängen runt Boni är platt. Runt Boni är det glesbefolkat, med 13 invånare per kvadratkilometer.. Närmaste större samhälle är Parakou, 12,0 km nordväst om Boni. 
Omgivningarna runt Boni är huvudsakligen savann.